# Malý Lapáš
Malý Lapáš este o comună slovacă, aflată în districtul Nitra din regiunea Nitra. Localitatea se află la altitudinea de 176 m deasupra n.m., se întinde pe o suprafață de 3,22 km2 și în 2017 număra 894 de locuitori.

## Istoric
Localitatea Malý Lapáš este atestată documentar din 1394.

## Demografie
| An:                | 1994 | 2004    | 2014    | 2024     |
| ------------------ | ---- | ------- | ------- | -------- |
| Număr de persoane: | 336  | 385     | 714     | 1514     |
| Diferență:         |      | +14,58% | +85,45% | +112,04% |

| An:                | 2023 | 2024   |
| ------------------ | ---- | ------ |
| Număr de persoane: | 1492 | 1514   |
| Diferență:         |      | +1,47% |